# بيير جاكسون
بيير جاكسون (بالإنجليزية: Pierre Jackson)‏ مواليد 29 أغسطس 1991 في لاس فيغاس، هو لاعب كرة سلة أمريكي. بدأ مسيرته الاحترافية في سنة 2013. تم اختياره من قبل فريق فيلادلفيا سفنتي سيكسرز خلال الدرافت. يلعب في دوري الرابطة الوطنية لفئة التطوير كلاعب هجوم خلفي. يحمل الرقم 55. يبلغ طوله 5 قدم 11 بوصة (1.8 م).

## المسيرة الاحترافية
لعب مع فنربخشة لكرة السلة في الدوري التركي في سنة 2014، ثم لعب مع نادي سيدفيتا لكرة السلة في سنة 2016، ثم لعب مع دالاس مافيريكس في موسم 2016–2017.

## إحصائيات المسيرة

### الموسم الاعتيادي
| السنة   | الفريق         | لعب | بدأ | دقيقة | ميداني% | ثلاثية | حرة  | ارتداد | صنع | استلاب | تصدي | نقطة |
| ------- | -------------- | --- | --- | ----- | ------- | ------ | ---- | ------ | --- | ------ | ---- | ---- |
| 2016–17 | دالاس مافيريكس | 8   | 1   | 10.5  | .333    | .273   | .857 | 1.1    | 2.4 | .3     | .0   | 4.4  |
| المسيرة | المسيرة        | 8   | 1   | 10.5  | .333    | .273   | .857 | 1.1    | 2.4 | .3     | .0   | 4.4  |

## روابط خارجية
- بيير جاكسون على موقع الدوري الأوروبي لكرة السلة (الإنجليزية)
- بيير جاكسون على موقع إن بي أي (الإنجليزية)
- بيير جاكسون على موقع سبورتس رفرنس (الإنجليزية)
- بيير جاكسون على موقع كرة السلة الأوروبية.كوم (الإنجليزية)
- بيير جاكسون على موقع كلية كرة السلة في سبورتس رفرنس.كوم (الإنجليزية)
- بيير جاكسون على موقع ريلجم (الإنجليزية)
- بيير جاكسون على موقع بروبوليرز (الإنجليزية)
- بيير جاكسون على موقع سبورتس رفرنس (الإنجليزية)
- بيير جاكسون على موقع سبورتس رفرنس (الإنجليزية)